# ایرینا هراشچنکو
ایرینا هراشچنکو (اوکراینی: Ірина Ігорівна Геращенко؛ زادهٔ ۱۰ مارس ۱۹۹۵) ورزشکار زن پرش ارتفاع اهل اوکراین است.
وی در مسابقات کشوری و بین‌المللی در مجموع برندهٔ ۵ مدال نقره، ۳ مدال برنز شده است.